# Hans van Steenwinckel den äldre

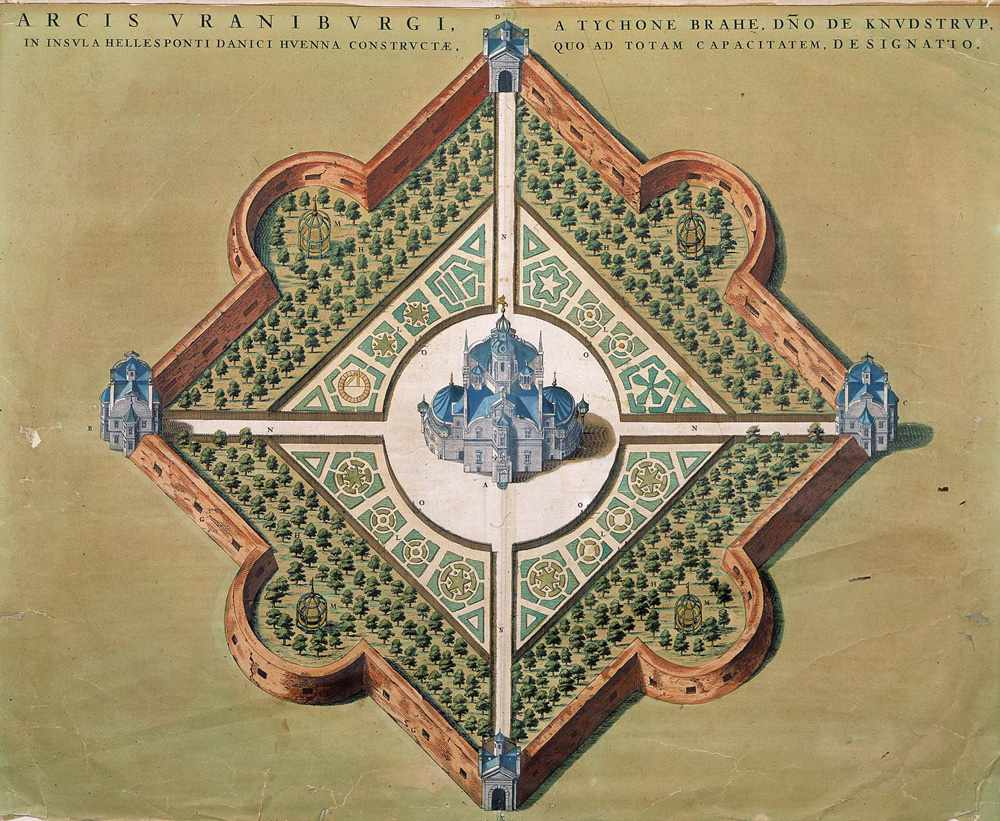
Uranienborg

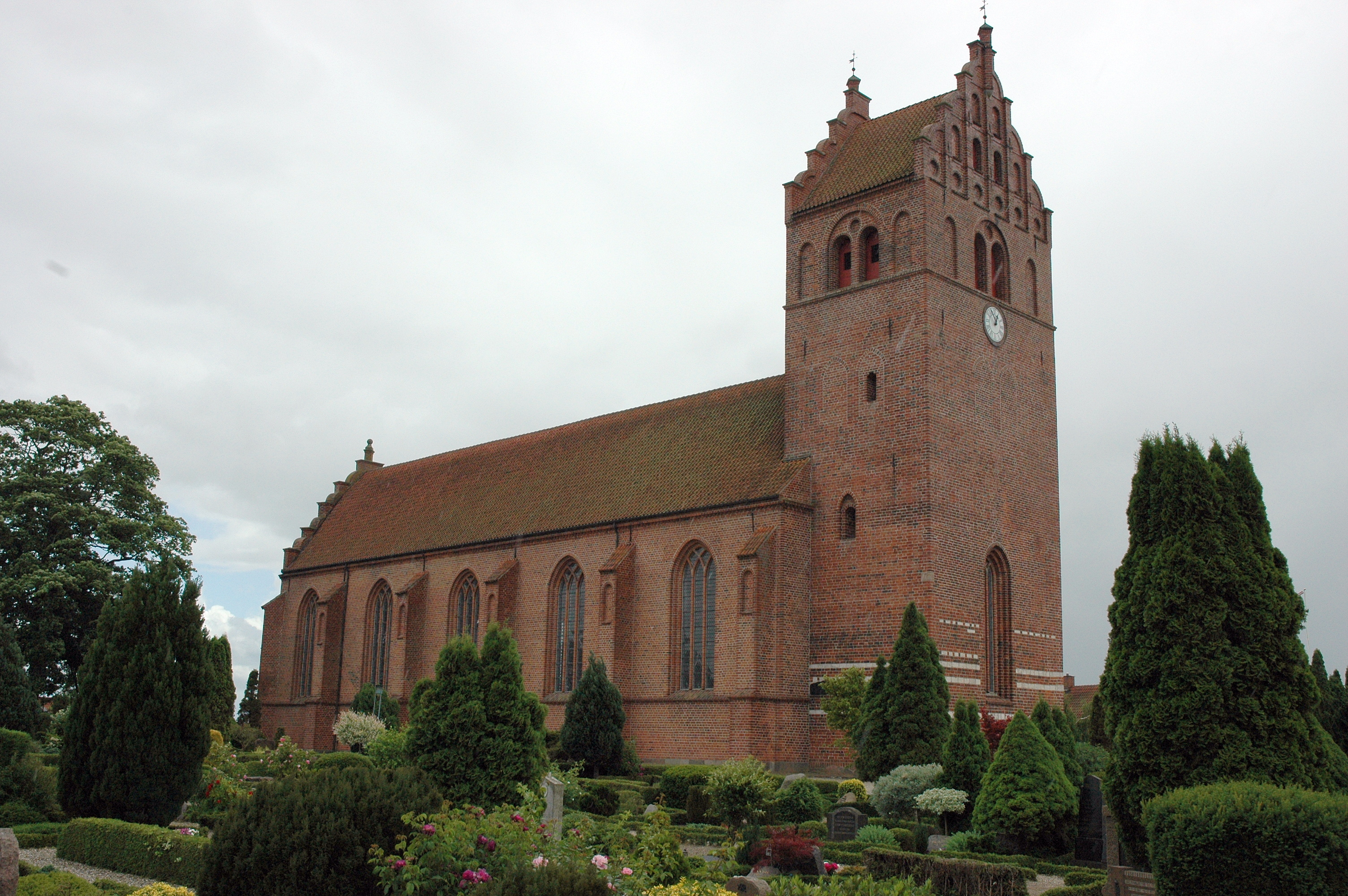
Slangerup Kirke

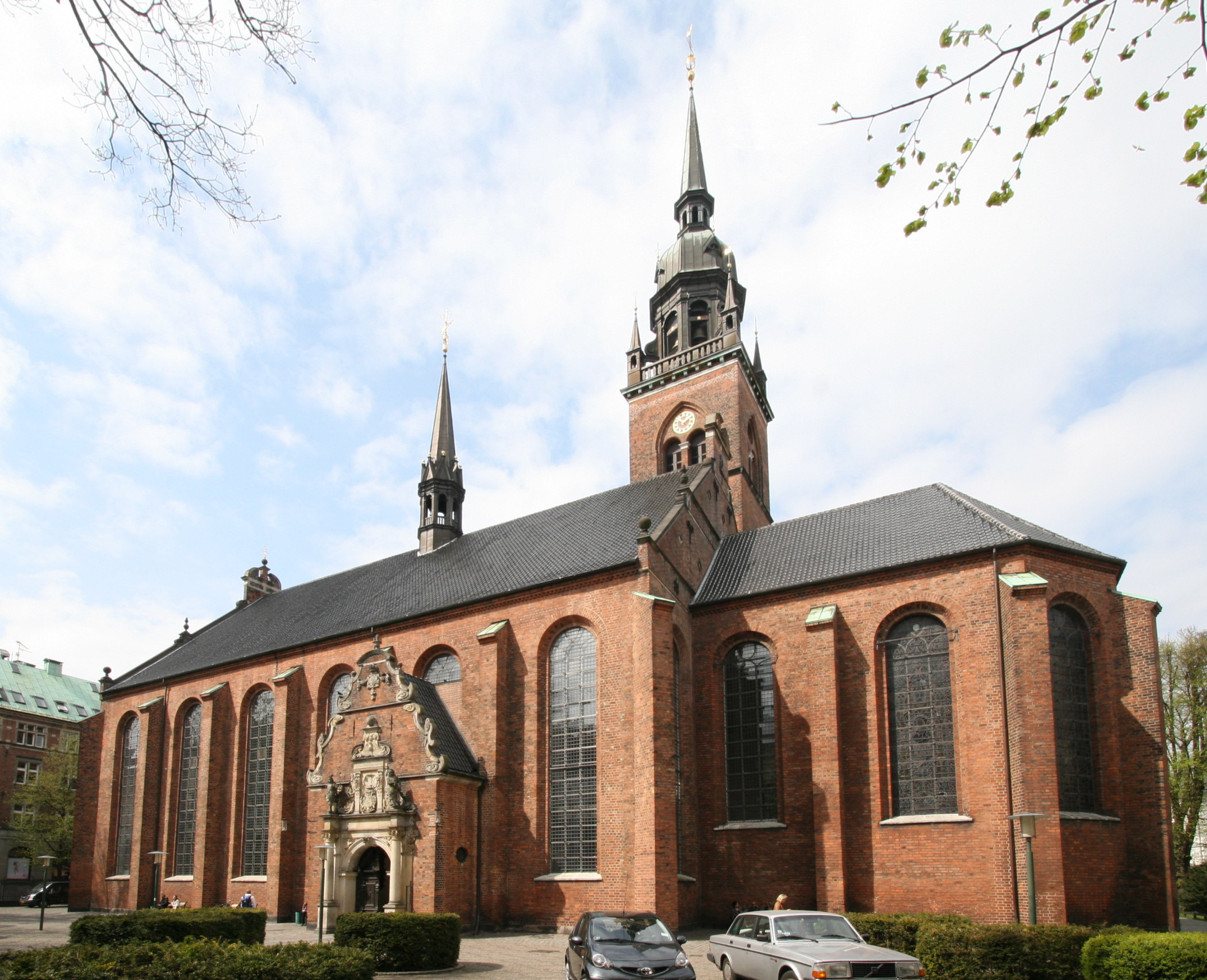
Helligåndskirken i Köpenhamn

Hans Steenwinckel eller Johannes de Embde, född omkring 1545 i Antwerpen, död 10 maj 1601 i Halmstad, var en flamländsk byggmästare, far till Hans van Steenwinckel den yngre och bildhuggaren Lorenz van Steenwinckel.

## Biografi
Hans far, stenhuggaren och murmästaren Laurens, och han arbetade under sin far i uppförandet av rådhuset i Emden. Sin utbildning fick han i Amsterdam tillsammans med Hendrick de Keyser, och påverkades troligen som denne av Hans Vredeman de Vries.
Steenwinckel kom till Danmark på 1570-talet tillsammans med ett trettiotal murmästare från hemlandet, som arkitekt Antonis van Opbergen rekryterat, för att arbeta med ombyggnaden av Kronborgs slott. Han kom sedan till Ven, hos Tycho Brahe för att arbeta med observatoriet Uraniborg. Tycho Brahe har troligen gett Steenwinckel undervisning i matematik, geometri och den italienska arkitekturstil, som då var på modet.  
Den 8 november 1582 blev Steenwinckel kunglig byggmästare och 1588 riksbyggmästare. Han bosatte sig i Halmstad för att på Kristian IV:s order leda arbetet som byggledare och arkitekt. Han arbetade först med att förbättra Varbergs fästning och Bohus fästning och därefter med att stärka Halmstads försvarsmöjligheter. Som en del i det större projektet med att förbättra Halmstads stadsbefästning ingick att åt kungen bygga Halmstads slott som bostad åt kungen vid dennes besök till staden. Redan i början av arbetet med befästningsförbättringarna och byggandet av slottet dog Steenwinckel i pesten 1601. Hans lärjunge, byggmästare Willum Cornelissen, fick ta över och färdigställa arbetena inklusive slottet.
Steenwinckels gravsten, som sägs vara tillverkad av honom själv, finns i vapenhuset till Sankt Nikolai kyrka i Halmstad. Stenvinkelsgatan på Halmstads västra sida, är uppkallad efter Hans van Steenwinckel.